# Amyris brenesii
Amyris brenesii är en vinruteväxtart som beskrevs av Standley. Amyris brenesii ingår i släktet Amyris och familjen vinruteväxter. Inga underarter finns listade i Catalogue of Life.